# Rescate de última hora
Last-Minute-Rescue (inglés para: rescate en el último minuto), más raramente: Last-Second-Rescue (inglés para: rescate en el último segundo) es un concepto dramatúrgico en el cine, según el cual un arco de suspenso en su clímax se resuelve a través de un acontecimiento redentor y salvador.
David Wark Griffith utilizó por primera vez este concepto en sus películas a principios del siglo XX como uno de los primeros directores de cine en utilizar el montaje paralelo como elemento dramatúrgico de suspenso. En su película El teléfono (1909), por ejemplo, una mujer joven y sus hijos se protegen de ladrones atrincherándose en su dormitorio. Su esposo puede salvar a la familia en el último minuto cuando los ladrones están derribando la puerta.
Griffith avanza y retrocede entre las tramas en un ritmo cada vez más acelerado hasta que el rescate finalmente libera el suspenso de la trama.